# Championnats du monde IBSF 2017
Navigation
Édition précédente Édition suivante
Les Championnats du monde de la FIBT 2017 se déroulent du 16 février 2017 au 26 février 2017 à Königssee (Allemagne) sous l'égide de la Fédération internationale de bobsleigh et de tobogganing (FIBT). Il y a six titres à attribuer au total : trois en bobsleigh (bob à deux masculin, bob à quatre masculin et bob à deux féminin), deux en skeleton (individuel masculin et individuel féminin) et enfin un en équipe mixte (bobsleigh + skeleton). Il s'agit d'une compétition annuelle (hors année olympique).

## Calendrier des épreuves
| ent. | Entraînement | c | Course |

| Événements    | Événements     | Calendrier (février) | Calendrier (février) | Calendrier (février) | Calendrier (février) | Calendrier (février) | Calendrier (février) | Calendrier (février) | Calendrier (février) | Calendrier (février) | Calendrier (février) | Calendrier (février) | Calendrier (février) |
| Événements    | Événements     | 16                   | 17                   | 18                   | 19                   | 20                   | 21                   | 22                   | 23                   | 24                   | 25                   | 26                   |                      |
| ------------- | -------------- | -------------------- | -------------------- | -------------------- | -------------------- | -------------------- | -------------------- | -------------------- | -------------------- | -------------------- | -------------------- | -------------------- | -------------------- |
| Bobsleigh     | Bob à 4        |                      |                      |                      |                      |                      |                      |                      |                      |                      |                      |                      |                      |
| Bobsleigh     | Bob à 2 Hommes |                      |                      |                      |                      |                      |                      |                      |                      |                      |                      |                      |                      |
| Bobsleigh     | Bob à 2 Femmes |                      |                      |                      |                      |                      |                      |                      |                      |                      |                      |                      |                      |
| Skeleton      | Hommes         |                      |                      |                      |                      |                      |                      |                      |                      |                      |                      |                      |                      |
| Skeleton      | Femmes         |                      |                      |                      |                      |                      |                      |                      |                      |                      |                      |                      |                      |
| Épreuve mixte |                |                      |                      |                      |                      |                      |                      |                      |                      |                      |                      |                      |                      |

## Podiums
| Épreuves              | Or | Argent                                   | Bronze                                                      |
| --------------------- | --- | ---------------------------------------- | ----------------------------------------------------------- |
| Bob à deux masculin   | Allemagne Francesco Friedrich Thorsten Margis | Canada Justin Kripps Jesse Lumsden       | Allemagne Johannes Lochner Joshua Bluhm                     |
| Bob à quatre masculin | Allemagne Francesco Friedrich Candy Bauer Martin Grothkopp Thorsten Margis Allemagne Johannes Lochner Matthias Kagerhuber Joshua Bluhm Christian Rasp |                                          | Allemagne Nico Walther Kevin Kuske Kevin Korona Eric Franke |
| Bob à deux féminin    | États-Unis Elana Meyers Kehri Jones | Canada Kaillie Humphries Melissa Lotholz | États-Unis Jamie Greubel Aja Evans                          |

| Épreuves | Or                 | Argent       | Bronze          |
| -------- | ------------------ | ------------ | --------------- |
| Hommes   | Martins Dukurs     | Axel Jungk   | Nikita Tregubov |
| Femmes   | Jacqueline Lölling | Tina Hermann | Lizzy Yarnold   |

| Épreuves     | Or | Argent | Bronze |
| ------------ | --- | --- | --- |
| Équipe mixte | Allemagne 1 Axel Jungk Mariama Jamanka Franziska Bertels Jacqueline Lölling Johannes Lochner Christian Rasp | Allemagne 2 Christopher Grotheer Stephanie Schneider Lisa-Marie Buckwitz Tina Hermann Nico Walther Philipp Wobeto | INTERNATIONAL TEAM 3 Alexander Gassner Maria Constantin Andreea Grecu Anna Fernstädt Richard Ölsner Marc Rademacher |

## Tableau des médailles
| Rang | Nation      | Or | Argent | Bronze | Total |
| ---- | ----------- | -- | ------ | ------ | ----- |
| 1    | Allemagne   | 5  | 3      | 2      | 10    |
| 2    | États-Unis  | 1  | 0      | 1      | 2     |
| 3    | Lettonie    | 1  | 0      | 0      | 0     |
| 3    | Canada      | 0  | 2      | 0      | 2     |
| 5    | Royaume-Uni | 0  | 0      | 1      | 1     |
| 5    | Russie      | 0  | 0      | 1      | 1     |